# Jack Elrod
Pour les articles homonymes, voir Elrod.
 Jack Harrington Elrod, Jr., né le 19 mars 1924 et mort le 3 février 2016, est un auteur de bande dessinée américain connu pour son travail sur le comic strip d'aventure Mark Trail (en) (1950-2014) et sur celui d'humour The Ryatts (1965-1994).

## Biographie
Né en Géorgie, Jack Elrod s'engage à la sortie du lycée dans la Marine américaine, avec laquelle il participe à la guerre du Pacifique et à l'occupation du Japon comme météorologiste. Après la guerre, il étudie le design à Nashville et Atlanta.
En 1950, il rejoint Tom Hill comme assistant d'Ed Dodd sur le comic strip d'aventure écologiste Mark Trail (en), créé quatre ans plus tôt par ce dernier et diffusé par King Features Syndicate. En 1965, tout en continuant à assister Dodd sur Mark Trail, Elrod succède à Cal Alley (en) sur le daily strip humoristique The Ryatts.
En 1978, Dodd, dont la vue est devenue trop mauvaise, prend sa retraite, et Hill, qui réalisait les pages dominicales de Mark Trail, meurt : Elrod devient le seul auteur de la série, bien que le nom de Dodd continue à apparaître sur les strips aux côtés du sien.
En 1994, Post-Hall Syndicate (en) décide d'arrêter la diffusion de The Ryatts. Elrod continue à dessiner et écrire seul Mark Trail jusqu'à 2010, quand James Allen devient son assistant.
Elrod prend sa retraite au début de 2014 et meurt dans son sommeil à l'âge de 91 ans à son domicile près d'Atlanta le 3 février 2016. 